# 2018年のレノファ山口FC
ここでは2018年におけるレノファ山口FCの試合結果などについて記載する。

## 選手
出典：
注：選手の国籍表記はFIFAの定めた代表資格ルールに基づく。
| No.   | Pos. |          | 選手名       |
| ----- | ---- | -------- | ------------ |
| 1     | GK   | 日本     | 村上昌謙     |
| 2     | DF   | 日本     | 坪井慶介     |
| 3     | DF   | 日本     | 渡辺広大     |
| 4     | DF   | 日本     | 福元洋平     |
| 5     | MF   | 日本     | 佐藤健太郎   |
| 6     | DF   | 日本     | 前貴之       |
| 7     | MF   | 日本     | 大﨑淳矢     |
| 8     | FW   | 日本     | 小野瀬康介   |
| 8     | MF   | ブラジル | ジュリーニョ |
| 9     | FW   | 日本     | 岸田和人     |
| 15→10 | MF   | 日本     | 池上丈二     |
| 11    | MF   | 日本     | 鳥養祐矢     |
| 13    | DF   | 日本     | 楠本卓海     |
| 14    | MF   | 日本     | 髙柳一誠     |
| 16    | DF   | 日本     | 瀬川和樹     |
| 17    | GK   | 日本     | 吉満大介     |
| 18    | FW   | 日本     | 高木大輔     |

| No. | Pos. |          | 選手名               |
| --- | ---- | -------- | -------------------- |
| 19  | FW   | 日本     | オナイウ阿道         |
| 20  | MF   | 日本     | 清永丈瑠             |
| 21  | DF   | 日本     | 廣木雄磨             |
| 22  | DF   | ブラジル | ジェルソン・ビエイラ |
| 24  | FW   | 日本     | 山下敬大             |
| 26  | DF   | ブラジル | ヘナン               |
| 27  | FW   | 日本     | 大石治寿             |
| 28  | MF   | 日本     | 髙橋壱晟             |
| 29  | MF   | 日本     | 三幸秀稔             |
| 30  | DF   | 大韓民国 | ミン・キョンジュン   |
| 32  | MF   | 日本     | 丸岡満               |
| 33  | GK   | 日本     | 山田元気             |
| 35  | MF   | ブラジル | ワシントン           |
| 41  | MF   | 日本     | 廣田隆治             |
| 44  | GK   | 日本     | 藤嶋栄介             |
| 50  | MF   | 日本     | 高井和馬             |

## シーズン概要
2017シーズン終了後、「戦い方などを総合的に判断」との理由で、前年途中に1年半の契約を結んだ監督のカルロス・マジョールとの契約を解除し、新監督に前JFA技術委員長でベルギー1部・シント＝トロイデンVVコーチの霜田正浩が就任。コーチに札幌トップチームコーチの名塚善寛、GKコーチに東京V育成GKコーチの土肥洋一、フィジカルコーチにタイ1部・パタヤ・ユナイテッドFCフィジカルコーチの井田征次郎、新設のテクニカルコーチにつくばFCジュニアユースコーチの武石康平を招聘。
DFパク・チャニョン（讃岐に移籍）、DFアベル・ルシアッティ（アルゼンチン2部・CAプラテンセに移籍）、MFマルセロ・ビダル（コロンビア2部・ウニオン・マグダレーナに移籍）、FWレオナルド・ラモス（メキシコ2部・カフェタレロス・デ・タパチュラに移籍）の外国籍選手4人が契約満了で退団。DF星雄次が大分、DF宮城雅史が京都へ、MF加藤大樹が金沢へ完全移籍した。また、期限付き加入中だったMF小塚和季（甲府に完全移籍）とFW和田昌士（横浜FMに復帰）が期限付き移籍満了となった。
一方、鳥栖（昨季は松本に期限付き移籍）からGK藤嶋栄介、札幌から期限付き加入していたDF前貴之が完全移籍加入。山形からDF瀬川和樹、湘南からDF坪井慶介、徳島からMF大﨑淳矢、鳥取からMF廣田隆治をそれぞれ完全移籍で、C大阪（昨季後半は長崎に期限付き移籍）からMF丸岡満、千葉からMF高橋壱晟、東京VからFW高木大輔、浦和からFWオナイウ阿道を期限付き移籍でそれぞれ獲得。また、京都から期限付き加入しているGK山田元気の移籍期間を延長。DFミン・キョンジュン（韓国・清州大学校）、DF楠本卓海（東京国際大学）、FW山下敬大（福岡大学）が新加入。U-18所属のGK岡本大知とMF糸井岬を2種登録。シーズン開幕後に、ブラジル・パラナ州1部・フォス・ド・イグアスFCからDFヘナン、インドSL・ムンバイ・シティFCからDFジェルソン・ビエイラが新加入。なお、DFミン・キョンジュンは4月にFC刈谷に期限付き移籍した。6月には翌年加入内定のDF起海斗（興国高校）を特別指定選手として登録した。
夏の移籍時期には東京VからMF高井和馬を、さらに名古屋を退団したMFワシントンを完全移籍で、札幌からMFジュリーニョを期限付き移籍で獲得したが、DFジェルソン・ビエイラがインドSL・アトレティコ・デ・コルカタMF小野瀬康介がG大阪へ完全移籍した。
就任時「ゴールに向かっていくようなサッカーをしたい」とイメージを語った霜田は高木大輔・オナイウ阿道・小野瀬康介を最前線に幅広く配置する3トップの布陣を敷き、その後にインサイドハーフ（攻撃的MF）を2名配置する4-3-3 (4-1-2-3) の布陣を採用。開幕節熊本戦に勝利するとそこから3連勝を挙げてスタートダッシュに成功。さらに第12節からは9試合負け無し（6勝3分）と好調を維持し、前半戦を2位で折り返す。しかし、第19節で首位に立った後、リーグ前半戦全試合出場でチーム2位の10得点を挙げていた小野瀬の移籍などもあり得点力が低下、さらに第20節から12試合複数失点と守備のほころびが目立つようになり、14戦勝ちなし（7分7敗）と低迷し、順位を13位まで落とす。そこで霜田は、第35節・横浜FC戦でDFを3枚にしてWBを配置して中盤を厚くし前線を2トップ気味に配置する3-5-2（3-1-4-2もしくは3-2-3-2）の布陣に変更。これが功を奏して15試合ぶりの勝ち星を挙げる と、そこからチーム状態は持ち直す。上位との直接対決となった福岡・町田との対戦をともに落としたこともあり、第39節の時点でJ1参入プレーオフ進出への道は閉ざされたが、J2参戦後最高順位となる8位でシーズンを終えた。

## 試合結果

### J2リーグ
出典：
      勝       分       負（いずれも山口側から見て）
| 2018年2月25日 第1節 | レノファ山口FC                                                      | 4-1      | ロアッソ熊本    | 山口市                                                       |
| 15:34               | - オナイウ阿道 2分 - 高木大輔 9分 - 小野瀬康介 67分 - 三幸秀稔 75分 | レポート | - 皆川佑介 86分 | 競技場: 維新みらいふスタジアム 観客数: 7456人 主審: 山岡良介 |

| 2018年3月4日 第2節 | レノファ山口FC      | 1-0      | 愛媛FC | 山口市                                                       |
| 15:04              | - オナイウ阿道 27分 | レポート |        | 競技場: 維新みらいふスタジアム 観客数: 5095人 主審: 西山貴生 |

| 2018年3月11日 第3節 | 栃木SC                          | 2-5      | レノファ山口FC                                                                | 宇都宮市                                                       |
| 14:03               | - ネイツ・ペチュニク 63分, 67分 | レポート | - 小野瀬康介 16分 - 高木大輔 38分 - オナイウ阿道 45+3分, 88分 - 大﨑淳矢 54分 | 競技場: 栃木県グリーンスタジアム 観客数: 4681人 主審: 鶴岡将樹 |

| 2018年3月17日 第4節 | 水戸ホーリーホック                              | 3-0      | レノファ山口FC | 水戸市                                                         |
| 15:03               | - 小島幹敏 12分 - 田向泰輝 49分 - 平野佑一 76分 | レポート |                | 競技場: ケーズデンキスタジアム水戸 観客数: 4457人 主審: 東城穣 |

| 2018年3月21日 第5節 | レノファ山口FC                    | 2-2      | ツエーゲン金沢            | 山口市                                                       |
| 15:04               | - 小野瀬康介 40分 - 山下敬大 47分 | レポート | - マラニョン 77分, 90+4分 | 競技場: 維新みらいふスタジアム 観客数: 3508人 主審: 山本雄大 |

| 2018年3月25日 第6節 | レノファ山口FC                        | 2-2      | 松本山雅FC                        | 山口市                                                       |
| 15:03               | - オナイウ阿道 90+1分 - 前貴之 90+2分 | レポート | - 高崎寛之 45+1分 - 岩上祐三 73分 | 競技場: 維新みらいふスタジアム 観客数: 6318人 主審: 清水修平 |

| 2018年3月31日 第7節 | モンテディオ山形 | 0-1      | レノファ山口FC | 天童市                                                     |
| 13:03               |                  | レポート | 高木大輔 25分  | 競技場: NDソフトスタジアム山形 観客数: 5029人 主審: 岡宏道 |

| 2018年4月7日 第8節 | レノファ山口FC                        | 2-1      | 大宮アルディージャ | 山口市                                                       |
| 15:04              | - オナイウ阿道 02分 - 小野瀬康介 84分 | レポート | - マテウス 25分    | 競技場: 維新みらいふスタジアム 観客数: 5353人 主審: 大坪博和 |

| 2018年4月14日 第9節 | アビスパ福岡       | 2-0      | レノファ山口FC | 福岡市                                                         |
| 14:03               | - 鈴木惇 7分, 58分 | レポート |                | 競技場: レベルファイブスタジアム 観客数: 6837人 主審: 上田益也 |

| 2018年4月22日 第10節 | FC町田ゼルビア  | 1-2      | レノファ山口FC                    | 町田市                                                   |
| 15:03                | - 杉森考起 49分 | レポート | - 高木大輔 39分 - 小野瀬康介 70分 | 競技場: 町田市立陸上競技場 観客数: 3535人 主審: 池内明彦 |

| 2018年4月28日 第11節 | レノファ山口FC    | 1-2      | アルビレックス新潟                | 山口市                                                     |
| 15:02                | - 小野瀬康介 64分 | レポート | - 磯村亮太 16分 - 安田理大 90+6分 | 競技場: 維新みらいふスタジアム 観客数: 6374人 主審: 谷本涼 |

| 2018年5月3日 第12節 | ヴァンフォーレ甲府          | 1-1      | レノファ山口FC  | 甲府市                                                   |
| 14:03               | - ジュニオール・バホス 52分 | レポート | - 渡辺広大 88分 | 競技場: 山梨中銀スタジアム 観客数: 8416人 主審: 榎本一慶 |

| 2018年5月6日 第13節 | 京都サンガF.C.            | 1-2      | レノファ山口FC                        | 京都市                                                                           |
| 15:04               | - 田中マルクス闘莉王 77分 | レポート | - オナイウ阿道 45+1分 - 山下敬大 65分 | 競技場: 京都市西京極総合運動公園陸上競技場兼球技場 観客数: 7093人 主審: 笠原寛貴 |

| 2018年5月12日 第14節 | レノファ山口FC                                              | 4-3      | 東京ヴェルディ                                                  | 山口市                                                         |
| 15:03                | - オナイウ阿道 71分, 90+2分 - 大﨑淳矢 82分 - 岸田和人 84分 | レポート | - 李栄直 12分 - ドウグラス・ヴィエイラ 32分 - 奈良輪雄太 90+3分 | 競技場: 維新みらいふスタジアム 観客数: 4893人 主審: 三上正一郎 |

| 2018年5月20日 第15節 | 大分トリニータ        | 2-2      | レノファ山口FC                      | 大分市                                                |
| 14:03                | - 馬場賢治 11分, 53分 | レポート | - オナイウ阿道 47分 - 高木大輔 75分 | 競技場: 大分銀行ドーム 観客数: 11862人 主審: 高山啓義 |

| 2018年5月27日 第16節 | レノファ山口FC  | 1-0      | カマタマーレ讃岐 | 下関市                                                       |
| 15:03                | - 三幸秀稔 45分 | レポート |                  | 競技場: 下関市営下関陸上競技場 観客数: 5034人 主審: 野田祐樹 |

| 2018年6月2日 第17節 | ジェフユナイテッド千葉 | 2-2      | レノファ山口FC                      | 千葉市                                                 |
| 17:03               | - 指宿洋史 16分, 38分  | レポート | - オナイウ阿道 32分 - 前貴之 90+4分 | 競技場: フクダ電子アリーナ 観客数: 9787人 主審: 柿沼亨 |

| 2018年6月9日 第18節 | レノファ山口FC  | 1-0      | ファジアーノ岡山 | 山口市                                                     |
| 19:03               | - 山下敬大 33分 | レポート |                  | 競技場: 維新みらいふスタジアム 観客数: 7902人 主審: 川俣秀 |

| 2018年6月16日 第19節 | 徳島ヴォルティス | 1-2      | レノファ山口FC          | 鳴門市                                                                                  |
| 19:03                | - 石井秀典 19分  | レポート | - 小野瀬康介 41分, 64分 | 競技場: 鳴門・大塚スポーツパーク ポカリスエットスタジアム 観客数: 4828人 主審: 飯田淳平 |

| 2018年6月23日 第20節 | FC岐阜                | 2-2      | レノファ山口FC           | 岐阜市                                                                 |
| 18:05                | - 古橋亨梧 62分, 75分 | レポート | - オナイウ阿道 7分, 77分 | 競技場: 岐阜メモリアルセンター長良川競技場 観客数: 8317人 主審: 松尾一 |

| 2018年7月1日 第21節 | レノファ山口FC | 0-3      | 横浜FC                                                   | 山口市                                                          |
| 19:04               |                | レポート | - 野村直輝 1分 - レアンドロ・ドミンゲス 50分 - イバ 62分 | 競技場: 維新みらいふスタジアム 観客数: 12927人 主審: 三上正一郎 |

| 2018年7月7日 第22節 | ツエーゲン金沢                    | 2-2      | レノファ山口FC                     | 金沢市                                                           |
| 19:03               | - マラニョン 60分 - 加藤大樹 63分 | レポート | - オナイウ阿道 5分 - 高木大輔 69分 | 競技場: 石川県西部緑地公園陸上競技場 観客数: 2108人 主審: 中村太 |

| 2018年7月15日 第23節 | 東京ヴェルディ                                           | 3-1      | レノファ山口FC | 調布市                                               |
| 18:03                | - ドウグラス・ヴィエイラ 6分 - 平智広 69分 - 李栄直 78分 | レポート | 岸田和人 74分  | 競技場: 味の素スタジアム 観客数: 5712人 主審: 川俣秀 |

| 2018年7月21日 第24節 | レノファ山口FC                    | 2-2      | 水戸ホーリーホック                | 山口市                                                       |
| 19:03                | - 高井和馬 36分 - 渡辺広大 90+4分 | レポート | - 伊藤涼太郎 27分 - 茂木駿佑 64分 | 競技場: 維新みらいふスタジアム 観客数: 4909人 主審: 上村篤史 |

| 2018年7月25日 第25節 | ロアッソ熊本                  | 2-2      | レノファ山口FC            | 熊本市                                                     |
| 19:03                | - 安柄俊 17分 - 皆川佑介 63分 | レポート | - 小野瀬康介 42分, 45+1分 | 競技場: えがお健康スタジアム 観客数: 3576人 主審: 高山啓義 |

| 2018年8月4日 第26節 | 愛媛FC                          | 2-0      | レノファ山口FC | 松山市                                                     |
| 19:03               | - 藤本佳希 17分 - 神谷優太 68分 | レポート |                | 競技場: ニンジニアスタジアム 観客数: 3370人 主審: 井上知大 |

| 2018年8月12日 第27節 | レノファ山口FC                   | 2-2      | 徳島ヴォルティス               | 山口市                                                         |
| 19:04                | - 丸岡満 8分 - オナイウ阿道 16分 | レポート | - 岩尾憲 1分 - 島屋八徳 90+4分 | 競技場: 維新みらいふスタジアム 観客数: 7354人 主審: 福島孝一郎 |

| 2018年8月18日 第28節 | レノファ山口FC    | 1-2      | 京都サンガF.C.                      | 山口市                                                       |
| 19:03                | - 岸田和人 90+5分 | レポート | - ジュニーニョ 25分 - カイオ 90+1分 | 競技場: 維新みらいふスタジアム 観客数: 6060人 主審: 清水勇人 |

| 2018年8月26日 第29節 | 大宮アルディージャ                                                              | 4-4      | レノファ山口FC                                      | さいたま市                                              |
| 19:03                | - 河本裕之 45+2分 - 茨田陽生 48分 - 酒井宣福 82分 - ロビン・シモヴィッチ 90+4分 | レポート | - オナイウ阿道 26分, 68分, 84分 - ジュリーニョ 75分 | 競技場: NACK5スタジアム大宮 観客数: 9232人 主審: 中村太 |

| 2018年9月1日 第30節 | レノファ山口FC | 0-4      | ジェフユナイテッド千葉                                              | 山口市                                                     |
| 19:03               |                | レポート | - 船山貴之 45+3分 - 町田也真人 56分 - 指宿洋史 77分 - 矢田旭 90+6分 | 競技場: 維新みらいふスタジアム 観客数: 4499人 主審: 岡宏道 |

| 2018年9月9日 第31節 | レノファ山口FC | 0-1      | モンテディオ山形 | 山口市                                                     |
| 19:03               |                | レポート | - 小林成豪 43分  | 競技場: 維新みらいふスタジアム 観客数: 4146人 主審: 川俣秀 |

| 2018年9月15日 第32節 | 松本山雅FC | 0-0      | レノファ山口FC | 松本市                                                         |
| 13:03                |            | レポート |                | 競技場: 松本平広域公園総合球技場 観客数: 9490人 主審: 高山啓義 |

| 2018年9月22日 第33節 | レノファ山口FC      | 1-3      | 大分トリニータ                      | 山口市                                                       |
| 19:03                | - オナイウ阿道 29分 | レポート | - 松本怜 59分 - 藤本憲明 72分, 75分 | 競技場: 維新みらいふスタジアム 観客数: 8189人 主審: 上村篤史 |

| 2018年9月30日 第34節 | 横浜FC                        | 2-3      | レノファ山口FC                                 | 横浜市                                                   |
| 14:04                | - イバ 53分 - 瀬沼優司 90+4分 | レポート | - 高木大輔 1分 - 楠本卓海 61分 - 山下敬大 82分 | 競技場: ニッパツ三ツ沢球技場 観客数: 3051人 主審: 中村太 |

| 2018年10月7日 第35節 | レノファ山口FC                                                    | 4-1      | FC岐阜          | 下関市                                                       |
| 14:03                | - 34分 (o.g.) - 高木大輔 39分 - オナイウ阿道 71分 - 岸田和人 72分 | レポート | - 山岸祐也 57分 | 競技場: 下関市営下関陸上競技場 観客数: 3936人 主審: 西村雄一 |

| 2018年10月13日 第36節 | レノファ山口FC | 0-1      | アビスパ福岡  | 山口市                                                       |
| 15:33                 |                | レポート | - 松田力 10分 | 競技場: 維新みらいふスタジアム 観客数: 7015人 主審: 野田祐樹 |

| 2018年10月17日 第37節 | レノファ山口FC | 0-1      | FC町田ゼルビア  | 山口市                                                     |
| 19:04                 |                | レポート | - 杉森考起 76分 | 競技場: 維新みらいふスタジアム 観客数: 3133人 主審: 谷本涼 |

| 2018年10月21日 第38節 | カマタマーレ讃岐 | 0-0      | レノファ山口FC | 丸亀市                                                 |
| 14:03                 |                  | レポート |                | 競技場: Pikaraスタジアム 観客数: 3280人 主審: 山岡良介 |

| 2018年10月28日 第39節 | レノファ山口FC      | 1-0      | 栃木SC | 山口市                                                       |
| 15:03                 | - オナイウ阿道 42分 | レポート |        | 競技場: 維新みらいふスタジアム 観客数: 6333人 主審: 池内明彦 |

| 2018年11月4日 第40節 | ファジアーノ岡山 | 0-1      | レノファ山口FC      | 岡山市                                                       |
| 19:03                |                  | レポート | - オナイウ阿道 65分 | 競技場: シティライトスタジアム 観客数: 8467人 主審: 西山貴生 |

| 2018年11月11日 第41節 | レノファ山口FC | 0-1      | ヴァンフォーレ甲府     | 山口市                                                     |
| 13:03                 |                | レポート | - ジュニオール・バホス | 競技場: 維新みらいふスタジアム 観客数: 8145人 主審: 川俣秀 |

| 2018年11月17日 第42節 | アルビレックス新潟 | 0-2      | レノファ山口FC                  | 新潟市                                                            |
| 14:03                 |                    | レポート | - 高井和馬 42分 - 山下敬大 46分 | 競技場: デンカビッグスワンスタジアム 観客数: 16054人 主審: 中村太 |

### 天皇杯
| 2018年6月6日 No.54 | 大分トリニータ  | 1-2      | レノファ山口FC                  | 山口市                                                      |
| 19:00              | - 岩田智輝 53分 | レポート | - 山下敬大 57分 - 高木大輔 69分 | 競技場: 維新みらいふスタジアム 観客数: 2,728人 主審: 岡宏道 |

| 2018年7月11日 No.71 | ジュビロ磐田                                            | 4-1      | レノファ山口FC    | 山口市                                                        |
| 19:00               | - 川又堅碁 16分, 71分 - 上原力也 44分 - 大井健太郎 84分 | レポート | - 高木大輔 90+5分 | 競技場: 維新みらいふスタジアム 観客数: 4,948人 主審: 今村義朗 |